# 卡薩洛馬 (加利福尼亞州普萊瑟縣)
卡薩洛馬（英語：Casa Loma）是位於美國加利福尼亞州普萊瑟縣的一個非建制地區。該地的面積和人口皆未知。

## 地理
卡薩洛馬的座標為39°12′02″N 120°46′36″W / 39.20056°N 120.77667°W，而該地的平均海拔高度為1229米（即4032英尺）。